# Chiesa di Santa Maria degli Ughi
La chiesa di Santa Maria degli Ughi, conosciuta anche come Santa Maria Primerana, era un antico luogo di culto cattolico di Firenze, situato nell'attuale piazza Strozzi, angolo via degli Anselmi, adiacente al palazzo dello Strozzino.

## Storia

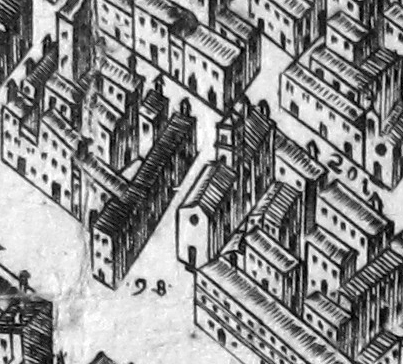
Santa Maria degli Ughi e il suo campanile nella pianta del Buonsignori (1584)

La chiesetta fu probabilmente eretta su iniziativa della famiglia degli Ughi, nobili di origine longobarda che ebbero le proprie case nella zona di piazza Strozzi e che, per aver difeso più volte i vescovi fiorentini, erano anche detti Ughi Avvocati o Avogadi. È verosimile che l'erezione della primitiva chiesa risalisse al IX secolo, ed era anticamente detta "Primerana" perché doveva essere stata la prima chiesa dedicata a Maria in città, come ricordava anche la vetrata quattrocentesca che chiudeva l'occhio in facciata. Inverosimile è invece la tradizionale fondazione all'anno 500 alla presenza di un "papa Pelagio", come riportava un'iscrizione sull'architrave, rifatta nel 1470 e parzialmente ancora leggibile nell'Ottocento, quando fu smontata e ricoverata, in pezzi, nel lapidario del Museo di San Marco. Può darsi che nel Quattrocento la notizia fosse creata in base a studi di eruditi, o che si basasse su un'iscrizione più antica e mal decifrata, poiché papi di nome Pelagio regnarono solo nella seconda metà del VI secolo. Inventata appare anche la tradizione che questa fosse stata la prima cattedrale di Firenze, anche se pare che durante la demolizione di Santa Reparata e la costruzione del nuovo Duomo, Santa Maria degli Ughi assolse provvisoriamente alle funzioni di cattedrale. 

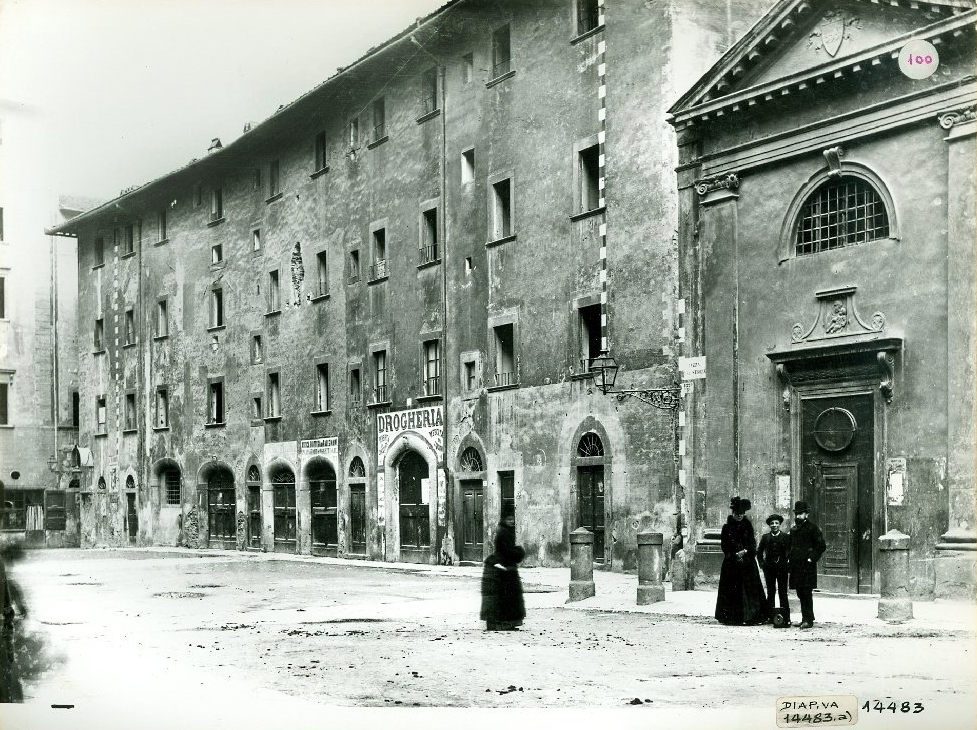
Santa Maria degli Ughi in una foto degli anni 1880

Una prima menzione documentata risale al 1153 e, con riferimento al 1177, Giovanni Villani scrisse come un incendio flagellò il Mercato Vecchio fermandosi all'altezza della chiesa. Ancora nel 1197 e nel 1198 la chiesa è menzionata in due documenti riguardanti Santa Trinita. L'interesse dei frati vallombrosani su questo edificio sacro è testimoniato dall'atto del 1332, quando due donne della consorteria degli Ughi cedettero due terzi del patronato a essi, originando così varie dispute che, nel tempo, si risolsero solo nel 1632 quando i frati di Santa Trinita restituirono metà del patronato agli Ughi.
Sicuramente la campana di Santa Maria degli Ughi godeva di alcuni privilegi, come quello di suonare per prima di qualsiasi altra chiesa cittadina il giorno del Sabato Santo, almeno dal XV secolo, e quello di suonare l'inizio del mercato e la fine di qualsiasi lavoro, alle 3 di notte. La campana suonò anche la notte dell'11 dicembre 1529, durante l'assedio di Firenze, dando il segnale della sortita delle milizie fiorentine. Questo episodio è rimasto celebre col nome di "Incamiciata".
A fine del Quattrocento il corpo e la facciata della chiesa vennero rinnovati, su iniziativa della famiglia allora diventata dominante in questa zona, gli Strozzi. Qui si riunì anche la Compagnia dei Ciabattini. Come molte altre parrocchie del centro più antico della città, venne soppressa da Pietro Leopoldo nel 1785, e ceduta per uso profano alla contessa Maria Minerva degli Ughi, che la mantenne tuttavia come oratorio. Nel 1816 infatti gli Strozzi la fecero ristrutturare e rinnovare su progetto dell'architetto Giuseppe Valentini. In quel periodo la chiesa, che fungeva oramai da oratorio privato della famiglia, era detta Santa Maria del Buonconsiglio (in similitudine con la vicina chiesa di San Pier Buonconsiglio) o Santa Maria degli Strozzi. 
Nell'ambito del Risanamento della zona del Mercato Vecchio la chiesa venne trovarsi nel progetto di bonifica e ampliamento dei vicoli circostanti, quando via degli Anselmi, da angusto chiasso, divenne un'ariosa strada di raccordo tra palazzo Strozzi e il nuovo quartiere tra via Pellicceria e via Porta Rossa. La demolizione avvenne nel 1890 e interessò, qualche anno dopo, anche l'attiguo palazzo dello Strozzino.

## Descrizione

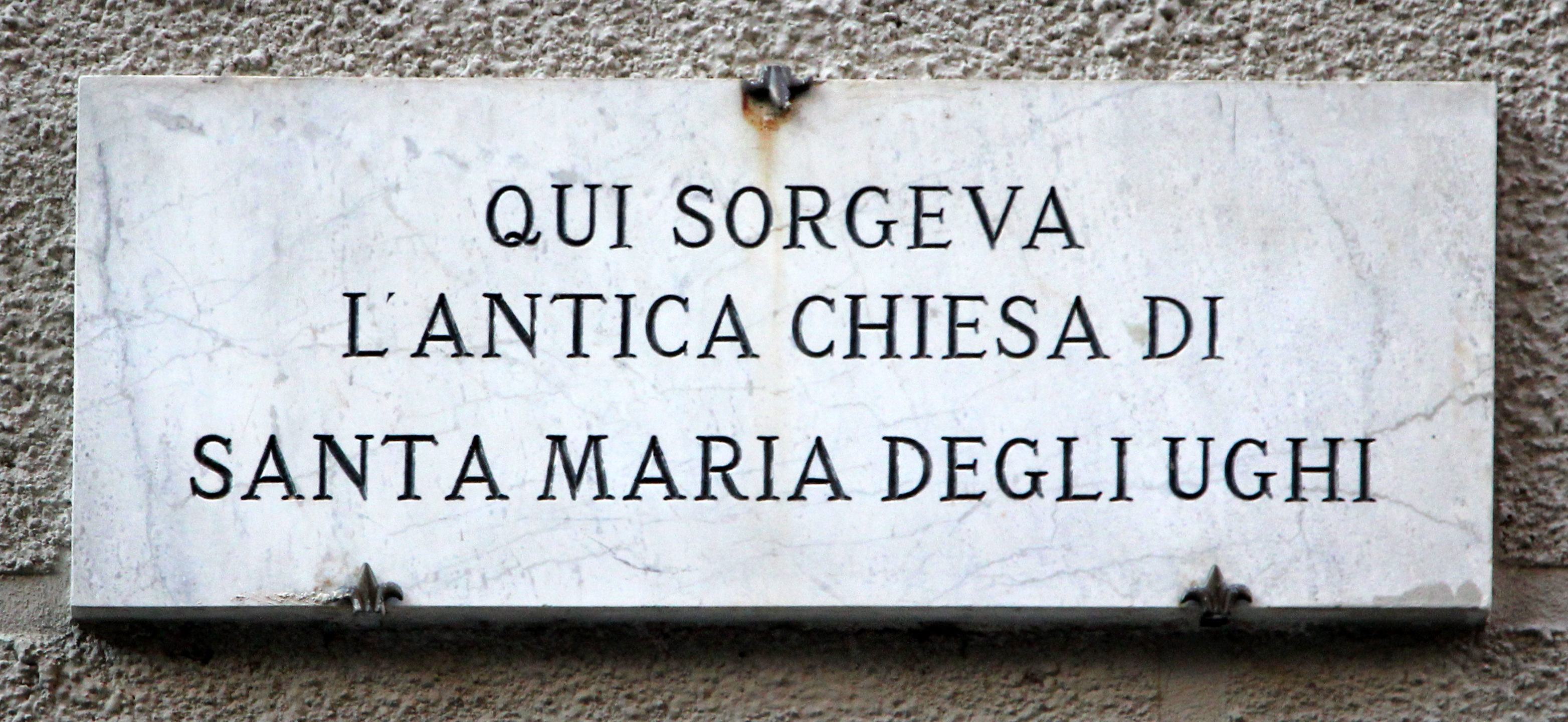
Lapide alla fine di via degli Anselmi presso piazza Strozzi

Le descrizioni più particolareggiate dell'aspetto della chiesa provengono dal lavoro degli eruditi tra Sei e Settecento, in particolare Richa e Del Migliore. 

### Esterno

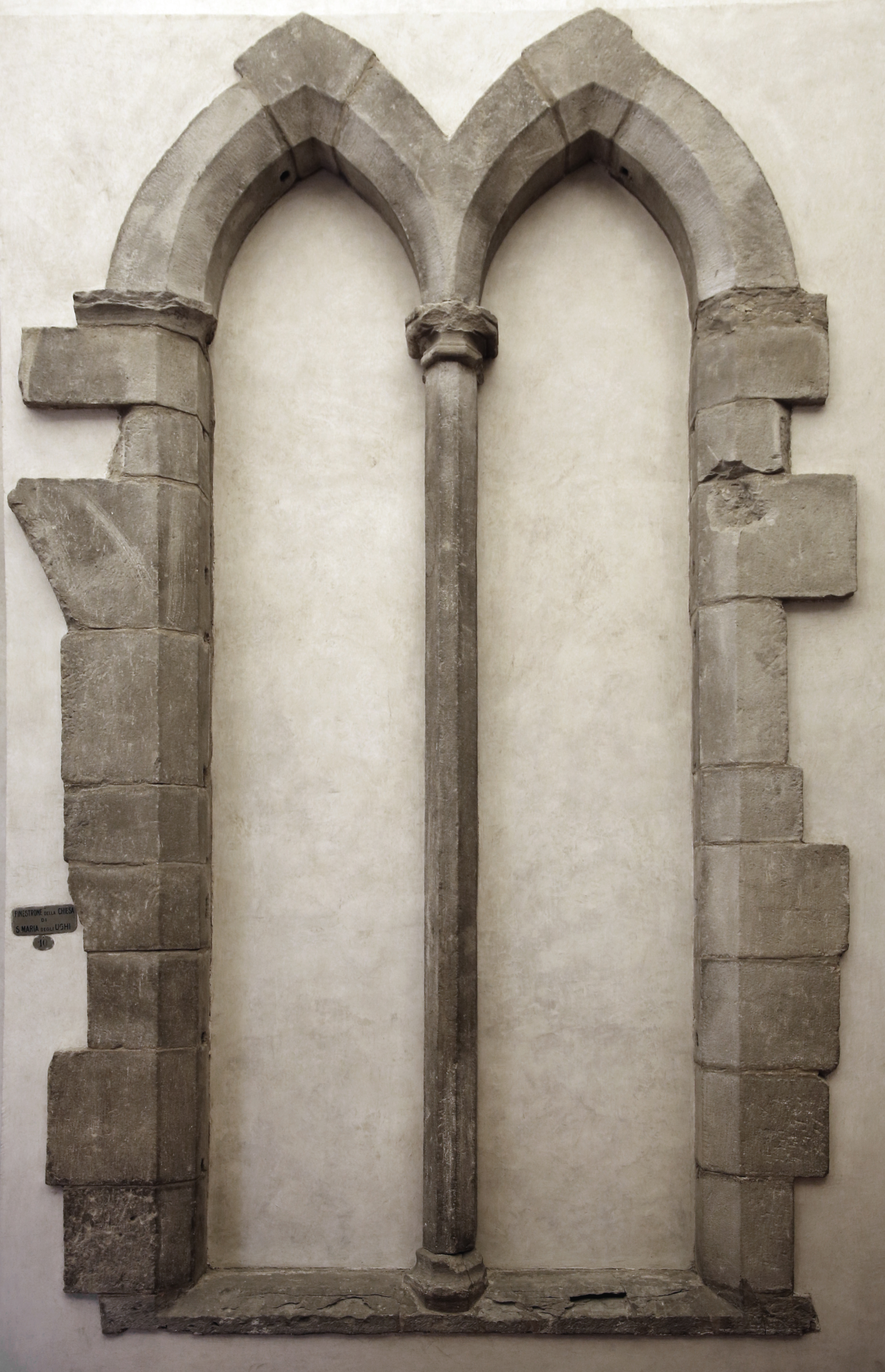
Bifora trecentesca dalla parete nord, oggi nel lapidario del Museo di San Marco

Sulla semplice facciata a capanna si apriva il portale, sulla cui architrave si trovava un'iscrizione che ne attribuiva la fondazione nell'anno 500 al fantomatico "papa Pelagio". Aveva un rosoncino, con una vetrata quattrocentesca in cui si leggeva dall'interno «Primerana Maria-Maria Primerana». Anteriormente alla chiesa esisteva un piccolo cimitero che si sa rilastricato nel 1732 e circondato da pioli.
Sopra il semplice portale si trovava un frontone con un bassorilievo con la Madonna col Bambino in pietra serena, di un seguace di Donatello, oggi al Museo di San Marco, e una lunetta con la Madonna col Bambino tra due angeli affrescata tradizionalmente da Domenico Ghirlandaio e andata distrutta nel 1785 quando venne allargata la finestra. Ai lati della facciata stavano due stemmi degli Ughi, che probabilmente sono quelli oggi conservati nel lapidario di San Marco.
Dietro la chiesa si ergeva una torre campanaria, con mura spesse ben tre braccia alla base (circa 170 cm), che ne facevano una delle più possenti della città. Vi suonava una campana maggiore che era riferita al Caparra, con data 1505 e iscrizione al "Tempore Johannis Baptistae Stephanis Priori huius ecclesiae". Queste campane vennero inviate il 18 novembre 1785 alla chiesa di Santa Maria a Fibbiana, presso Montelupo Fiorentino.
Sulla fiancata nord, ina via degli Anselmi, si trovava una bifora con archi a sesto acuto, databile al XIV secolo.

### Interno

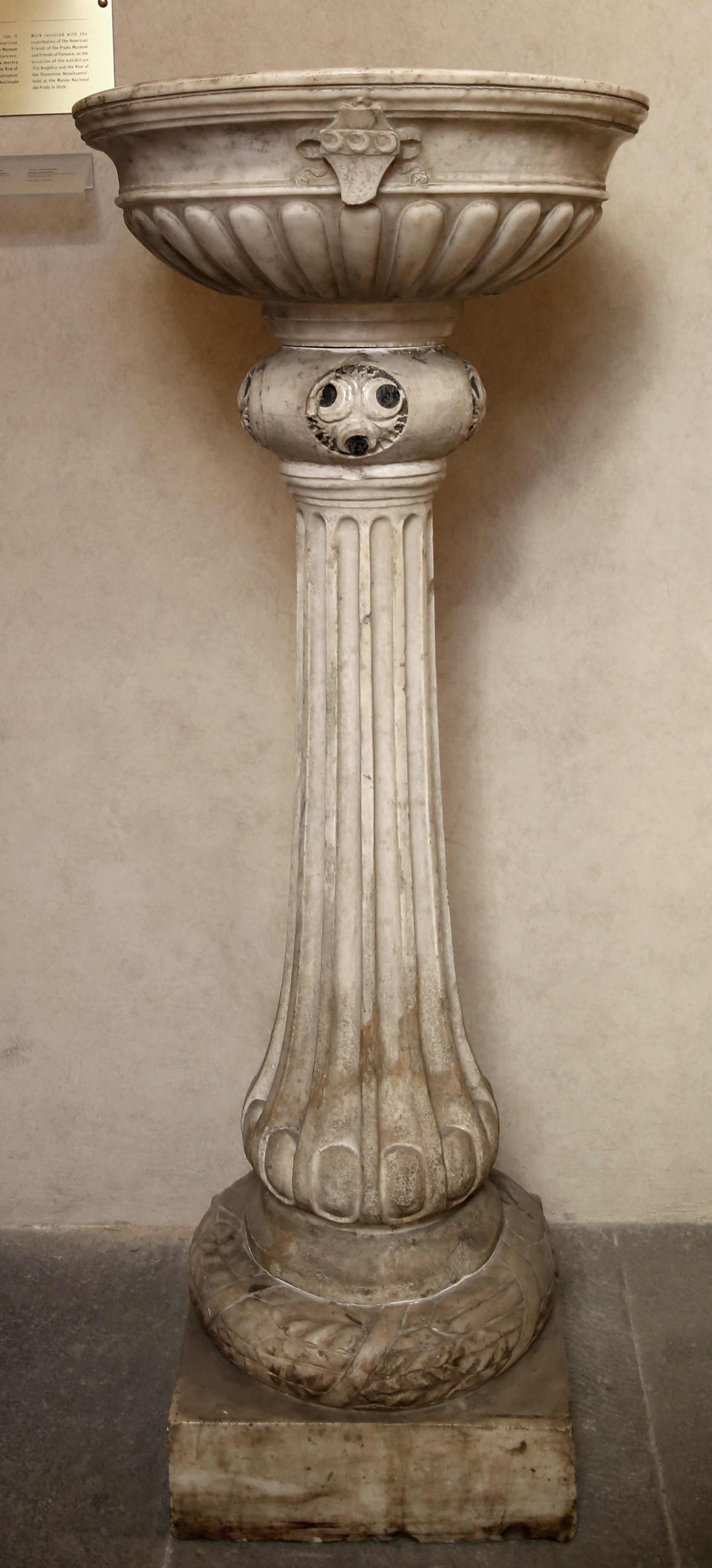
Acquasantiera di Santa Maria degli Ughi al Museo Bardini

La pianta della chiesa era rettangolare, ad aula unica, con altare rivolto a est e poggiante su un presbiterio sollevato di qualche gradino, al di sopra di una cripta che, al tempo del Richa, risultava murata dal lato della chiesa e in uso alla Compagnia del Sacramento. Il coro aveva un aspetto quattrocentesco, che la guida Bocchi-Cinelli attribuiva a un disegno di Filippo Brunelleschi (ma è più verosimile che vi potesse aver lavorato Michelozzo o un suo imitatore, come nel vicino palazzo dello Strozzino). Il Richa ricordava una scarsella con cupoletta sorretta da pilastri in pietra serena con capitelli corinzi, simile a quella della chiesa di Santa Chiara che, dopo essere stata pure sconsacrata, venne smontata e oggi si trova al Victoria and Albert Museum. Nella chiesa si trovavano le lapidi sepolcrali di numerosi membri di famiglie illustri, quali gli Strozzi, i Rucellai, i Trinciavelli e gli Squarcialupi.
Appena entrati si incontrava un'acquasantiera in marmo con stemma Strozzi, databile al XV secolo e oggi nel Museo Bardini. La chiesa aveva ben sei altari, tre a destra, uno centrale e due a sinistra. Il primo a destra era dedicato a santa Maria Maddalena de' Pazzi e decorato dal 1775 con una pala con San Sebastiano della scuola di Neri di Bicci, che proveniva dall'altare antistante a sinistra (oggi dispersa). Inoltre erano presenti due ritratti a tempera del beato Alessio Strozzi e della ven. madre Minima Strozzi (carmelitana a Santa Maria degli Angeli), che andarono distrutti durante un tentativo di stacco. 
Il secondo altare destro era dedicato a san Filippo Neri, con una tavola di soggetto non precisato, acquistata dal priore Simone Bonini. Il terzo altare ebbe tra il 1692 e il 1705 una statua della Madonna di Loreto fatta arrivare appositamente da Cosimo III, che venne poi trasferita nel 1705 nella chiesa di Santa Lucia dei Magnoli, dove nel 1715 le venne dedicata una cappella appositamente costruita e ancora esistente. 
L'altare maggiore era patronata dagli Strozzi e dagli Ughi, ed era decorato da una Madonna della Cintola con gli stemmi di queste famiglie (forse sulla cornice), commissionata dal priore Amedeo di Giuliano a fine del XV secolo a Neri di Bicci. Normalmente era coperta da una tela di Andrea del Sarto con San Tommaso d'Aquino. Nel 1742 il tutto fu sostituito da una tela di Francesco Maria Pacini (tutte queste opere risultano perdute o non rintracciabili).
A sinistra si trovavano invece l'altare Squarcialupi, con un'Annunciazione attribuita tradizionalmente a Pietro Cavallini, e l'altare di san Sebastiano, con la tavola che dal 1775 era stata poi trasferita sul lato opposto, come già detto (opere pure perdute).
In sagrestia si conservava un San Giovanni Battista in trono attribuito oggi a Lippo di Benivieni e conservato nel Museo di Christ Church a Oxford.